# Idioma danés
El danés (dansk) es una lengua nórdica, correspondiente a un grupo de las lenguas germánicas, a su vez, de la familia indoeuropea. Es hablado por cerca de seis millones de personas principalmente por daneses, y es el idioma oficial de Dinamarca y cooficial en las Islas Feroe (territorio danés). Aunque se habla también en Groenlandia (también territorio danés), no es oficial.
Por motivos históricos de dominación danesa y de intercomunicación entre los países acogidos al Consejo Nórdico, en Islandia se enseña esta lengua en las escuelas, lo que generalmente permite a los islandeses comunicarse en danés con cierta competencia.

## Historia
La mayor parte del léxico danés procede del antiguo nórdico, del cual se han formado nuevas palabras mediante composición. Sin embargo, un porcentaje considerable de vocabulario procede del bajo alemán, (por ejemplo, betale = 'pagar', måske = 'a lo mejor'. La relación genética e histórica entre el inglés y el danés hace que numerosas palabras de ambas lenguas se parezcan; por ejemplo, næse (nose), blå (blue). Sin embargo, la pronunciación de estas palabras en ambas lenguas varía considerablemente. Esta relación está marcada especialmente por la invasión vikinga de parte del norte de Inglaterra.
Algunos ejemplos de escritores famosos de obras en danés son el filósofo existencial Søren Kierkegaard, el prolífico escritor de fábulas Hans Christian Andersen y el dramaturgo Ludvig Holberg. Tres autores daneses del siglo XX han recibido el Premio Nobel de literatura: Karl Adolph Gjellerup y Henrik Pontoppidan, que lo recibieron en 1917; y Johannes Vilhelm Jensen, galardonado en 1944.
La primera traducción de la Biblia al danés se publicó en 1550.

## Clasificación
Los parientes más cercanos del danés son las demás lenguas germánicas del norte de Escandinavia: noruego y sueco. En particular, las formas escritas del danés y del noruego bokmål son muy cercanas, aunque la pronunciación de los tres difiere significativamente. Los hablantes de cualquiera de las tres lenguas, con algo de práctica, pueden entender las otras dos. Las similitudes son tantas que algunos lingüistas los clasifican como tres dialectos de un mismo idioma.

## Distribución geográfica
El danés se habla en Dinamarca, y tiene presencia en Groenlandia, las Islas Feroe (ambos territorios daneses) y la región alemana de Schleswig-Holstein.

### Estatus oficial
El danés es el idioma oficial de Dinamarca, y es uno de los dos idiomas oficiales del territorio danés de las Islas Feroe (cooficial con el feroés). Además, existe una pequeña, pero importante, comunidad de hablantes del danés en la parte de Alemania que colinda con Dinamarca.

### Dialectos
- Selanda (Sjællandsk, danés central-del este)
- Jutlandia (Jysk, danés occidental)
- Bornholm (Bornholmsk, danés oriental)
- Fionia (Fynsk, danés central)

En los colegios se enseña el danés oficial, llamado Rigsdansk (danés del reino), una forma "neutral" que es la que se habla en las grandes ciudades.
Dinamarca es un país compuesto por cerca de 400 islas. Existen innumerables dialectos porque las pequeñas islas o comunidades desarrollan los suyos. En las zonas rurales se hablan dialectos prácticamente incomprensibles para los ciudadanos que hablan Rigsdansk, aunque las nuevas generaciones hablan dialectos adaptados que son entendidos en toda Dinamarca.

## Sonidos
El danés es plano y monótono comparado con los tonales noruego y sueco. La 'r' es uvular, muy profunda y producida detrás de la garganta, contrario a lo que pasa en los idiomas eslavos o romances, como el español.
Dos características importantes son, además:
- La 'd' suave.
- El stød (literalmente, empujón), una parada o espasmo gutural que causa una interrupción brusca de un sonido (una vocal) para dar lugar a la emisión rápida del sonido siguiente. Se correlaciona con uno de los dos tonos lingüísticos que existen en el sueco y el noruego y que permite la diferenciación de palabras con la misma ortografía. El stød solo existe en el danés, y curiosamente no puede ser utilizada por los daneses cuando cantan.

### Vocales
|                | Anterior   | Anterior      | Central | Posterior  | Posterior |
| -------------- | ---------- | ------------- | ------- | ---------- | --------- |
| no redondeada  | redondeada | no redondeada | Central | redondeada |           |
| Cerrada (alta) | i          | y             |         |            | u         |
| Semicerrada    | e          | ø             |         |            | o         |
| Intermedia     |            |               | ə       |            |           |
| Semiabierta    | ɛ          | œ             | ɐ       |            | ɔ         |
| Abierta (baja) |            |               | a       | ɑ          | ɒ         |

El danés moderno estándar tiene 14 fonemas vocálicos. Todas menos dos de estas vocales pueden ser largas o cortas, siendo las excepciones schwa y /ɐ/. Las realizaciones largas y cortas a menudo difieren en calidad y hay varios alófonos que difieren si ocurren junto a una /r/. Por ejemplo, /ø/ es más baja cuando se da antes o después /r/ y /a/ es pronunciada [æ] cuando es larga.

### Consonantes
|              | Bilabial | Bilabial | Labio- dental | Labio- dental | Alveolar | Alveolar | Alveolo- palatal | Alveolo- palatal | Palatal | Palatal | Velar | Velar | Uvular- faringeal | Uvular- faringeal | Glotal | Glotal |
| ------------ | -------- | -------- | ------------- | ------------- | -------- | -------- | ---------------- | ---------------- | ------- | ------- | ----- | ----- | ----------------- | ----------------- | ------ | ------ |
| Oclusivas    | pʰ       | b        |               |               | tˢ       | d        |                  |                  |         |         | kʰ    | g     |                   |                   |        |        |
| Nasales      | m        | m        |               |               | n        | n        |                  |                  |         |         | ŋ     | ŋ     |                   |                   |        |        |
| Fricativas   |          |          | f             | f             | s        | s        | (ɕ)              | (ɕ)              |         |         |       |       |                   |                   | h      | h      |
| Aproximantes |          |          | v             | v             | ð, l     | ð, l     |                  |                  | j       | j       |       |       | r                 | r                 |        |        |

/b, d, g/ son ensordecidas en todos los contextos. /v, ð/ a menudo tienen una pequeña fricación, pero se pronuncian normalmente como aproximantes. La distinción entre /pʰ ~ b/, //tˢ ~ d/ y /kʰ ~ g/ solo se hace al comienzo de la palabra o al comienzo de una sílaba tónica. De ahí que lappe y labbe se pronuncien [labə]. La combinación de /sj/ se realiza como alveolo-palatal fricativa, [ɕ], haciendo posible postular un fonema tentativo /ɕ/ en danés. /r/ se puede describir como "tautosilábica", es decir, que toma la forma de una consonante fonética o una vocal. Al comienzo de una palabra o después de una consonante, se pronuncia como una fricativa uvular, [ʁ], pero en la mayoría de las otras posiciones como una vocal central baja, [ɐ] (que es casi idéntica a como se pronuncia /r/ a menudo en alemán) o simplemente se combina con la vocal precedente. El fenómeno es comparable también con las pronunciaciones no róticas del inglés.

## Gramática

### Sustantivos
Existen dos géneros gramaticales para los sustantivos daneses: común y neutro. Aunque la mayor parte de los sustantivos (75 %) son comunes, el género no es fácilmente predecible y, en general, debe memorizarse. 

### Artículos
Una característica distintiva de los idiomas escandinavos, entre ellos el danés, es el artículo definido enclítico. Un ejemplo: "un hombre" (indefinido) es: en mand, pero "el hombre" (definido) es manden. En ambos casos, el artículo es en. 
El artículo indefinido toma las siguientes formas:
- en precede a los sustantivos de género común
- et precede a los sustantivos de género neutro

El definido es como sigue:
- -en va al final de los sustantivos de género común
- -et va al final de los sustantivos de género neutro

Sin embargo, cuando el sustantivo es precedido por un adjetivo, este declina y el artículo definido enclítico (al final) se pierde y se reemplaza por una partícula:
- den con los sustantivos de género común.
- det con los sustantivos de género neutro.

### Adjetivos
La declinación normal del adjetivo es como sigue, para el adjetivo smuk - bonito.
- Común - Neutro - Plural - Determinado / smuk - smukt - smukke - det smukke hus

La mayoría de adjetivos permanecen inalterados cuando preceden a un sustantivo común, pero añaden -t antes de sustantivos neutros y -e antes de plurales y en construcciones con artículos definidos.
Sin embargo, existen muchas excepciones. Principalmente:
- Los adjetivos terminados en sk no añaden t.
- Los adjetivos terminados en e no cambian en ninguna forma.

Los comparativos siguen un patrón semejante al del inglés, con declinaciones en el caso de adjetivos cortos y con las palabras "mere" (más) y "mest" (el más) para los largos:
- Bonito - Más bonito - El más bonito / smuk - smukkere - smukkest

Hay excepciones notables:
- stor større størst - grande
- lang længere længst - largo
- god bedre bedst - bueno
- lille mindre mindst - pequeño

### Verbos
El infinitivo de los verbos daneses termina en vocal, que casi siempre es la letra e. Los verbos se conjugan según el tiempo verbal, pero no varían según la persona ni el número. Por ejemplo, el presente de "comer" (spise) es spiser, que es la misma forma verbal sin importar que el sujeto esté en primera, segunda o tercera persona, ni que esté en singular o plural.
Se clasifica a los verbos daneses en tres grupos. El primero constituye la mayor parte, y sus desinencias son -ede para el pasado y -et para el participio:
- Yo recuerdo - Jeg husker
- Yo recordé - Jeg huskede
- Yo he recordado - Jeg har husket

El segundo grupo forma los pasados con -te y los participios pasados con -t:
- Yo leo/aprendo - Jeg læser
- Yo leí - Jeg læste
- Yo he leído - Jeg har læst

El último grupo está constituido por los verbos irregulares:
- ir - jeg går / jeg gik / jeg har gået
- hacer - jeg gør / jeg gjorde / jeg har gjort
- ser/estar - jeg er / jeg var / jeg har været
- ver - jeg ser / jeg så / jeg har set

El tiempo futuro, como tal, no existe. El tiempo presente con alguna indicación de futuro sirve como sustituto: "jeg kommer i morgen", "vendré mañana". Igualmente, se pueden usar algunos verbos auxiliares:
ville - jeg vil komme (vendré)
skulle - jeg skal komme (vendré)

### Pronombres
| Persona   | Español  | Sujeto  | Objeto    | Posesivo     |
| 1.ª sing. | Yo       | Jeg     | Mig       | Min/mit/mine |
| 2.ª sing. | Tú       | Du      | Dig       | Din/dit/dine |
| 2.ª sing. | Usted    | De      | Dem       | Deres        |
| 3.ª sing. | Él/Ella  | Han/Hun | Ham/Hende | Hans/Hendes  |
| 1.ª pl.   | Nosotros | Vi      | Os        | Vores        |
| 2.ª pl.   | Vosotros | I       | Jer       | Jeres        |
| 3.ª pl.   | Ellos/as | De      | Dem       | Deres        |

## Vocabulario
Como las demás lenguas de su familia, el danés tiene palabras compuestas, aunque su formación no es tan libre como la del alemán.  
Un ejemplo de tales combinaciones es el siguiente:
- Kvinde - señora
- Hånd - mano
- Bold - pelota
- Lands - del país (genitivo de land, país)
- Hold - equipo
- -et - artículo definido neutro

Para formar kvindehåndboldlandsholdet, equipo nacional femenino de balonmano.
Los números del uno al veinte en danés son: en, to, tre, fire, fem, seks, syv, otte, ni, ti, elleve, tolv, tretten, fjorten, femten, seksten, sytten, atten, nitten y tyve. Para contar más allá del 40, se emplea un sistema parcialmente vigesimal (base 20):
- 30 - tredive
- 40 - fyrre (por fyrretyve)
- 50 - halvtreds (por halvtresindstyve - [medio para el tres, es decir 2,5] veces veinte: (3 - 1/2) x 20)
- 60 - tres (por tresindstyve - tres veces veinte: 3 x 20)
- 70 - halvfjerds (medio para el 4, es decir: 4 - 1/2) x 20
- 80 - firs (por firsindstyve - cuatro veces veinte: 4 x 20. Compárese con el francés quatre-vingts)
- 90 - halvfems (medio para el 5, es decir: 4,5 = 5 - 1/2) x 20

También existe el sistema familiar en sueco, terminado en -ti(o), pero no se usa con frecuencia. Este sistema fraccionario de conteo se utiliza también para dar la hora; por ejemplo: "halvtre" (literalmente, "media para las tres", o "mitad de la tercera hora") es la expresión que se usa para "dos y media".

## Sistema de escritura
El danés se escribe con el alfabeto latino, con las tres letras adicionales ya mencionadas (æ, ø, å). Antes de la reforma ortográfica de 1948, se empleaba aa en lugar de å, y el uso antiguo se sigue dando en documentos antiguos y nombres. Actualmente, en el orden alfabético, aa y å son equivalentes, a pesar de que aa, a primera vista, son dos letras. Lo mismo sucede con ø, que viene de oe, y con æ, que viene de ae.
Los ejemplos más antiguos conservados de la escritura danesa (de la edad de Hierro y la era Vikinga) están en alfabeto rúnico. La introducción del cristianismo también trajo la escritura latina a Dinamarca, y al final de la Alta Edad Media, las Runas habían sido más o menos sustituidas por las letras latinas.
Al igual que en Alemania, las letras Fraktur (góticas) aún eran de uso común en el siglo XIX (hasta 1875, a los niños daneses se les enseñó a leer las letras Fraktur en la escuela), y muchos libros fueron impresos con el tipo de letra Fraktur incluso al comienzo del siglo XX, sobre todo por los conservadores. Sin embargo, el alfabeto latino fue utilizado por los modernistas, por ejemplo, la Real Academia Danesa de Ciencias y Letras cambió de estilo en 1799. Los sustantivos se escribían utilizando mayúsculas, como en alemán, hasta la reforma ortográfica de 1948.
El teclado danés tiene teclas para Æ, Ø, y Å. En los teclados noruegos, en su lugar, tienen Æ y Ø.
El alfabeto danés moderno es similar al inglés, con tres letras adicionales: æ, ø y å, que se encuentran al final del alfabeto, en ese orden. 
Una reforma de la ortografía en 1948 introdujo la letra å, aún en uso en Noruega y Suecia, en el alfabeto danés para sustituir el dígrafo aa; el antiguo uso persiste en algunos nombres personales y geográficos (por ejemplo, el nombre de la ciudad de Aalborg se escribe con Aa siguiendo una decisión por parte del Ayuntamiento en los años 70). Al representar el sonido å, aa es tratada como å en la ordenación alfabética, incluso aunque parezcan ser dos letras. Cuando las letras no están disponibles debido a limitaciones técnicas (por ejemplo, en las direcciones URL), a menudo son reemplazadas por ae (Æ, æ), œ o 'o' (Ø, ø), y aa (Å, å), respectivamente.
El danés y el noruego moderno usan el mismo alfabeto, aunque la ortografía es ligeramente diferente.

#### Otras representaciones
Braille danés

a
b
c
d
e
f
g
h
i
j
k
l
m
n
o
p
q
r
s
t
u
v
w
x
y
z
æ
ø
å